# Sphaerophoria sulphuripes
Sphaerophoria sulphuripes là một loài ruồi trong họ Ruồi giả ong (Syrphidae). Loài này được Thomson mô tả khoa học đầu tiên năm 1869. Sphaerophoria sulphuripes phân bố ở miền Tân bắc